# Codringtonia elisabethae
Codringtonia elisabethae – gatunek płucodysznego ślimaka lądowego z rodziny ślimakowatych (Helicidae), występujący endemicznie w Grecji: na północno-wschodniej części półwyspu Peloponez, w południowo-wschodniej części Koryntii, wokół Zatoki Argolidzkiej oraz na wschodzie Arkadii. Ma niepłaską, chropowatą muszlę o wymiarach 21–33 × 39–48 mm i jasnej barwie z rozmytymi, słabo widocznymi, kolorowymi pasemkami.